# Atheism: A Rough History of Disbelief
Atheism: A Rough History of Disbelief (znane także jako Jonathan Miller's Brief History of Disbelief) wyprodukowana dla BBC seria filmów dokumentalnych o historii ateizmu. Ich autorem jest Jonathan Miller. Pierwszy raz została wyemitowana przez BBC Four a później została powtórzona przez BBC Two.
Seria składa się z wywiadów ze znanymi osobistościami ze świata nauki takimi jak: Arthur Miller, Richard Dawkins, Steven Weinberg, Colin McGinn, Denys Turner, Pascal Boyer i Daniel Dennett. Zawiera także wiele cytatów z dzieł ateistów, agnostyków i deistów czytanych przez Bernarda Hilla.
Składa się z trzech 60-minutowych odcinków:
- "Shadows of Doubt'"
- "Noughts and Crosses"
- "The Final Hour"

Z materiałów nie włączonych do filmu powstała seria dodatkowych sześciu programów zatytułowanych później The Atheism Tapes.